# Metropolis (Illinois)
Metropolis – miasto w Stanach Zjednoczonych, w stanie Illinois, siedziba administracyjna hrabstwa Massac.